# Kupčino
Kupčino in russo Купчино? è una stazione della metropolitana di San Pietroburgo, situata ad una estremità della Linea 2. Aperta il 25 dicembre 1972, avrebbe dovuto chiamarsi Vitebskaja: c'è un collegamento verso la stazione ferroviaria di Vitebskij a anche una lunga galleria che porta a Vitebskij prospekt.